# Том и Џери
Том и Џери (енгл. Tom and Jerry) су анимирани ликови из истоимених кратких цртаних филмова, створених 1940. година. Филмови приказују ривалство између Тома, плавог мачка и Џерија, смеђег миша, а обојица ходају на две ноге.
Вилијам Хана и Џозеф Барбера били су први сценаристи и редитељи ових цртаћа. Од 1940. до 1958. компанија МГМ произвела је 114 ових цртаних филмова. Након нешто спољашњих продукција 1960-их, Том и Џери су се поновно појавили у серији цртаних филмова под продукцијом Хана и Барбера Продукција и Филмејшн Студиос. Први цртани филм у којем су се појавили звао се "Puss Gets the Boot" (Маца је добила отказ) из 1940. године.

## Стрипска верзија
Том и Џери се у стрипу први пут појављују од 1942, а њихово излажење траје до данас широм света.
У 1980-им Вјесникова прес агенција из Загреба је лиценцно производила и објављивала овај стрип по сценарију Лазара Одановића и са цртежом Здравка Зупана.

## Историја
„Том и Џери” је била уобичајена фраза за младе који су се упуштали у раскалашно понашање у Лондону током 19. века. Израз потиче из романа Живот у Лондону, или Дани и ноћи Џерија Хоторна и његовог елегантног пријатеља Коринтијана Тома (1821) писца Пирса Игана, који је исто тако аутор дела Боксијана. Међутим, Бруер о именовању цртаног филма не напомиње ништа више од „несвесног” одјека оригинала из регантског доба.

### Хана-Берберова ера (1940–1958)
У јуну 1937, аниматор и приповедач Џозеф Барбера почео је да ради за Ајсингово одељење за анимацију при MGM-у, тада највећем студију у Холивуду. Он је сазнао да сувласник Луис Б. Мајер жели да повећа одсек анимације подстичући уметнике да развију неке нове ликове из цртаних филмова, након неуспеха са својим ранијим серијама цртаних филмова заснованим на стрипу Капетан и деца. Барбера се тада удружио са колегом аниматором из одељења Ајсинг и редитељем Вилијамом Ханом и понудио нове идеје, међу којима је био и концепт два „равноправна лика који су увек били у сукобу један са другим“. Једна рана замисао укључивала је лисицу и пса пре него што су одабрали на мачку и миша. Пар је о својим идејама разговарао са продуцентом Фредом Квимбијем, тадашњим шефом одсека за кратки филм који им је, упркос недостатку интересовања за то, дао зелено светло за продукцију једног кратког филма.
Први кратки филм, Puss Gets the Boot, приказује мачку по имену Џаспер и неименованог миша, који је називан Џинкс у предпродукцији, и афроамеричку кућну помоћницу по имену Мами Две Ципеле. Леонард Малтин описао је то као „веома ново и специјално [...] које је требало да промени MGM-ов курс продукције цртаних филмова“ и тиме је успостављена успешна Том и Џеријева формула комичне јурњаве мачке и миша са урнебесним геговима. Филм је први пут јавно приказан 10. фебруара 1940. Након што им је управа саветовала да више не продукују, стваралачки пар се усредсредио на друге цртане филмове, укључујући Gallopin' Gals (1940) и Officer Pooch (1941). Ствари су се промениле, међутим, када је пословна жена из Тексаса Беса Шорт послала писмо MGM-у са питањем да ли ће бити произведено још цртаних филмова са мачком и мишом, што је помогло да се убеди менаџмент да наруче серију. На студијском такмичењу за преименовање оба лика превагнуо је аниматор Џон Кар, који је предложио мачка Тома и миша Џерија. Кар је добио награду за прво место у износу од 50 долара. Предложено је, мада за то нема доказа, да су имена изведена из приче Дејмона Ранјона из 1932. године, који их је преузео из назива популарног божићног коктела, који је и сам изведен из једне сценске представе 1821. године Вилијама Монкрифа, која је адаптација Иганове књиге из 1821. године, Живот у Лондону из које потичу та имена. Та књига је базирана на истинитој причи Џорџа Крукшанка, Исака Роберта Крукшанка и Игана. Филм Puss Gets the Boot је постигао критички успех, зарадивши номинацију за Оскара за најбољу кратку тему: Цртани филмови 1941. упркос записима о заслубама у којима је наведен Ајсинг, а изостављени су Хана и Барбера.
Након што је MGM дао зелено светло да Хана и Барбера наставе са радом, студио је ушао у продукцију другог цртаног филма о Тому и Џерију, The Midnight Snack (1941). Пар је наставио да ради на серији наредних петнаест година своје каријере. Рано у серији, Џери никада не би започео сукоб, а у цртаним филмовима би типично на крају Том био губитник. Композитор серије, Скот Брадли, отежао је музичарима извођење његове партитуре која је често укључивала технику дванаест тонова коју је развио Арнолд Шенберг. Серија је развила бржи, енергичнији и насилни тон који је инспирисан радом колеге из MGM-а Текса Ејверија. Хана и Барбера су направили мања прилагођавања у изгледу Тома и Џерија како би „грациозно старили”. Џери је наставио да губи тежину и своје дуге трепавице, док је Том изгубио своје зубчасто крзно ради глаткијег изгледа, имао је веће обрве и добио је бело и сиво лице са белим устима. У почетку је заузимао четвороножни став, попут праве мачке, да би постао све више и готово искључиво двоножац.
Хана и Барбера су продуковали 114 цртаних филмова за MGM, од којих је тринаест номиновано за Оскара за најбољи кратки предмет, а седам је победило, чиме је прекинут низ победа студија Валта Дизнија у овој категорији. Том и Џери су освојили више Оскара него било која друга анимирана серија заснована на ликовима. Барбера је проценио типичан буџет од 50.000 долара за сваки филм о Тому и Џерију, што их навело да „одвоји време да посао ваљано одраде”. Израда типичног цртаног филма трајала је око шест недеља.
Према тадашњој стандардној пракси америчке анимационе продукције, Барбера и Хана нису унапред радили на сценарију. Након што би заједно смислили идеју о цртаном филму, Барбера би постулирао причу цртањем плоче са причама и обезбедио дизајн ликова и анимације. Хана би израдио временски распоред анимације - планирајући музичке и темпоралне ритмове и акценте по којима би се радња анимације одвијала - а затим је аниматорима доделио њихове сцене и надгледао њихов рад. Осим тога, Хана је пружао успутне гласовне радове, посебно Томове бројне болне врискове. Упркос минималном креативном доприносу, као шеф MGM студија цртаних филмова, Квимби је био признат као продуцент свих цртаних филмова до 1955. године.

### Џин Дајчова ера (1961–1962)
Године 1961, MGM је оживела франшизу Тома и Џерија и изнајмила европски студио за анимацију Рембрандт Филмс за производњу 13 кратких Том и Џери филмова у Прагу, Чехословачка. Све те филмове је режирао Џин Дајч, а продуковао Вилијам Л. Снајдер. Дајч је сам написао већину тих цртаних филмова, уз повремену помоћ Ларза Борна и Ели Бајер. Штепан Коничек је обезбедио музичке партитуре за Дајчове кратке филмове. Звучне ефекте су продуковали композитор електронске музике Тод Докстадер и Дајч. Већину гласовних ефеката и гласова у Дајчовим филмовима дали су Ален Свифт и Дајч.
Дајч наводи да, као „ човек“, није био љубитељ цртаних филмова Тома и Џерија, сматрајући да су „беспотребно насилни“. Међутим, након што је добио задатак да ради на серији, брзо је схватио да „нико [насиље] не узима за озбиљно”, и да је то само „пародија преувеличаних људских емоција”. Такође је стекао увид оно што је сматрао „библијским коренима“ у сукобу Тома и Џерија, слично Дејвиду и Голијату, наводећи „Ту осећамо везу са овим цртаним филмовима: мали момак може победити (или бар преживети) да се бори још један дан“.